# Liste der Kulturdenkmale in Emmelsbüll-Horsbüll
In der Liste der Kulturdenkmale in Emmelsbüll-Horsbüll sind alle Kulturdenkmale der schleswig-holsteinischen Gemeinde Emmelsbüll-Horsbüll (Kreis Nordfriesland) und ihrer Ortsteile aufgelistet (Stand: 10. März 2025).

## Legende
In den Spalten befinden sich folgende Informationen:
- Objekt-ID: die Nummer des Kulturdenkmales
- Lage: die Adresse des Kulturdenkmales und die geographischen Koordinaten. Kartenansicht, um Koordinaten zu setzen. In der Kartenansicht sind Kulturdenkmale ohne Koordinaten mit einem roten Marker dargestellt und können in der Karte gesetzt werden. Kulturdenkmale ohne Bild sind mit einem blauen Marker gekennzeichnet, Kulturdenkmale mit Bild mit einem grünen Marker.
- Offizielle Bezeichnung: Bezeichnung des Kulturdenkmales
- Beschreibung: die Beschreibung des Kulturdenkmales
- Bild: ein Bild des Kulturdenkmales

## Sachgesamtheiten
| Objekt-ID      | Lage                                        | Offizielle Bezeichnung | Beschreibung | Bild                             |
| -------------- | ------------------------------------------- | ---------------------- | --- | -------------------------------- |
| 40609 Wikidata | Althorsbüll 1 (54° 49′ 47″ N, 8° 38′ 52″ O) | Kirche St. Marien      | Aktualisierung vorgesehen - Begründung: geschichtlich, künstlerisch, städtebaulich, Kulturlandschaft prägend - Schutzumfang: Kirche St. Marien mit Ausstattung, Kirchhof, Grabmale bis 1870                       | weitere Fotos \| Fotos hochladen |
| 40608 Wikidata | Kirchwarft (54° 48′ 44″ N, 8° 41′ 24″ O)    | Kirche St. Rimberti    | Aktualisierung vorgesehen - Begründung: geschichtlich, künstlerisch, städtebaulich, Kulturlandschaft prägend - Schutzumfang: Kirche St. Rimberti mit Ausstattung, Kirchhof (Kirchwarft); Pastorat (Dorfstraße 11) | weitere Fotos \| Fotos hochladen |

## Bauliche Anlagen
| Objekt-ID      | Lage                                                                     | Offizielle Bezeichnung              | Beschreibung | Bild                             |
| -------------- | ------------------------------------------------------------------------ | ----------------------------------- | --- | -------------------------------- |
| 32615 Wikidata | Althorsbüll 11 (54° 49′ 46″ N, 8° 38′ 54″ O)                             | Wohn- und Wirtschaftsgebäude        | Wohn- und Wirtschaftsgebäude; 2. Hälfte 19. Jh.; freistehender eingeschossiger Halbwalmdachbau mit Backengiebel, Ziegelfassade und Reetdeckung, im Inneren Zubehör - Begründung: geschichtlich, Kulturlandschaft prägend - Schutzumfang: gesamtes Objekt - Denkmaltyp: Bauliche Anlage | BW                               |
| 4040 Wikidata  | Althorsbüll (54° 49′ 47″ N, 8° 38′ 53″ O)                                | Kirche St. Marien mit Ausstattung   | Alteintragung (Aktualisierung vorgesehen) - Begründung: geschichtlich, künstlerisch, städtebaulich - Schutzumfang: gesamtes Objekt - Denkmaltyp: Bauliche Anlage, Sachgesamtheit: Kirche St. Marien | weitere Fotos \| Fotos hochladen |
| 3574 Wikidata  | Diedersbüller Straße 7 (54° 49′ 56″ N, 8° 41′ 25″ O)                     | Wohn- und Wirtschaftsgebäude        | Wohn- und Wirtschaftsgebäude; um 1870, 1930 Wohnteilerweiterung; eingeschossiger Halbwalmdachbau mit Ziegelfassade - Begründung: geschichtlich, Kulturlandschaft prägend - Schutzumfang: gesamtes Objekt - Denkmaltyp: Bauliche Anlage | BW                               |
| 4038 Wikidata  | Diedersbüller Straße 8 (54° 50′ 28″ N, 8° 41′ 19″ O)                     | Uthländisches Haus, erw.            | Alteintragung (Aktualisierung vorgesehen) - Begründung: geschichtlich, Kulturlandschaft prägend - Schutzumfang: gesamtes Objekt - Denkmaltyp: Bauliche Anlage | BW                               |
| 2023 Wikidata  | Dorfstraße 11 (54° 48′ 41″ N, 8° 41′ 32″ O)                              | Pastorat                            | Reetdachhaus von vor 1700; Alteintragung (Aktualisierung vorgesehen) - Begründung: geschichtlich, städtebaulich - Schutzumfang: Alteintragung (Aktualisierung vorgesehen) - Denkmaltyp: Bauliche Anlage, Sachgesamtheit: Kirche St. Rimberti | Fotos hochladen                  |
| 4043           | Dorfstraße 31 (54° 48′ 39″ N, 8° 41′ 53″ O)                              | Uthländisches Haus                  | Uthländisches Haus; 1803/Ende 19. Jh.; Dreiseithof aus eingeschossigen Backsteinbauten unter Reet, Mauerwerk mit farbigem Zierverband und Mauerankern, Wohnhaus mit Zwerchgiebel; Garten - Begründung: geschichtlich, Kulturlandschaft prägend - Schutzumfang: Uthländisches Haus, Garten - Denkmaltyp: Bauliche Anlage                                                                             | BW                               |
| 4037           | Hoddebülldeich 10 (54° 49′ 51″ N, 8° 42′ 51″ O)                          | Uthländisches Haus „Kap Horn“       | Uthländisches Haus; 1934, im Kern vermutlich älter; eingeschossiger, langgestreckter Backsteinbau unter reetgedecktem Schopfwalmdach, Südfassade mit mittigem Zwerchhaus über dem Eingang - Begründung: geschichtlich, Kulturlandschaft prägend - Schutzumfang: gesamtes Objekt - Denkmaltyp: Bauliche Anlage                                                                                       | BW                               |
| 3834 Wikidata  | Horsbüller Straße 6 (54° 48′ 19″ N, 8° 40′ 10″ O)                        | Hof Toftum: Wohnhaus                | Zweistöckiges, reetgedecktes Wohnhaus des ehemaligen adligen Guts. Am Gebäude gibt es Zahlenanker mit den Jahreszahlen 1761 und 1840. Alteintragung (Aktualisierung vorgesehen) - Begründung: Alteintragung (Aktualisierung vorgesehen) - Schutzumfang: Alteintragung (Aktualisierung vorgesehen) - Denkmaltyp: Bauliche Anlage                                                                     | BW                               |
| 4039           | Horsbüller Straße 36 (54° 50′ 3″ N, 8° 39′ 43″ O)                        | Uthländisches Hauss                 | Uthländisches Haus; 18./19. Jh.; eingeschossiger, langgestreckter Backsteinbau unter reetgedecktem Schopfwalmdach, westlicher ehem. Stallteil mit mittiger Tür und Ladeluke, Südseite mit Ladegiebel über dem Eingang - Begründung: geschichtlich, Kulturlandschaft prägend - Schutzumfang: gesamtes Objekt - Denkmaltyp: Bauliche Anlage                                                           | BW                               |
| 3998           | Kirchwarft (54° 48′ 44″ N, 8° 41′ 24″ O)                                 | Kirche St. Rimberti mit Ausstattung | Die evangelische Kirche wurde 1768 erbaut. Davor bestand eine Kirche an einer anderen Stelle, diese wurde bereits 1240 erwähnt. Im Inneren eine Kalksteintaufe aus dem Jahr 1240 aus Gotland. Alteintragung (Aktualisierung vorgesehen) - Begründung: geschichtlich, künstlerisch, städtebaulich - Schutzumfang: gesamtes Objekt - Denkmaltyp: Bauliche Anlage, Sachgesamtheit: Kirche St. Rimberti | Fotos hochladen                  |
| 53078          | Mühlendeich 15 (54° 48′ 41″ N, 8° 42′ 15″ O)                             | ehem. Müllerhaus                    | ehem. Müllerhaus; auf 18. Jh. zurückgehend; eingeschossiger Backsteinbau auf winkelförmigem Grundriss mit reetgedecktem Halbwalmdach, rechteckige Holzrahmenfenster mit Segmentbogenstürzen - Begründung: geschichtlich, städtebaulich, Kulturlandschaft prägend - Schutzumfang: ehem. Müllerhaus, Gartenfläche, Graben - Denkmaltyp: Bauliche Anlage                                               | BW                               |
| 4035 Wikidata  | Auf Carstenshallig - Nordergotteskoogweg 1 (54° 49′ 29″ N, 8° 43′ 49″ O) | Uthländisches Haus                  | Carstenshallig - Uthländisches Haus in T-Bauweise errichtet; bez. 1856; auf Warft stehender eingeschossiger Halbwalmdachbau mit Backengiebel und T-förmig angesetztem Wirtschaftsteil mit Lootor und Backengiebel, mit Backsteinfassade und Reetdeckung. - Begründung: geschichtlich, Kulturlandschaft prägend - Schutzumfang: gesamtes Objekt - Denkmaltyp: Bauliche Anlage                        | BW                               |

## Gründenkmale
| Objekt-ID      | Lage                                      | Offizielle Bezeichnung | Beschreibung | Bild |
| -------------- | ----------------------------------------- | ---------------------- | --- | ---- |
| 19316 Wikidata | Althorsbüll (54° 49′ 47″ N, 8° 38′ 52″ O) | Kirchhof               | Alteintragung (Aktualisierung vorgesehen) - Begründung: geschichtlich, Kulturlandschaft prägend - Schutzumfang: Kirchhof, Grabmale bis 1870 - Denkmaltyp: Gründenkmal, Sachgesamtheit: Kirche St. Marien | BW   |
| 19318 Wikidata | Kirchwarft (54° 48′ 43″ N, 8° 41′ 23″ O)  | Kirchhof               | Alteintragung (Aktualisierung vorgesehen) - Begründung: geschichtlich, Kulturlandschaft prägend - Schutzumfang: gesamtes Objekt - Denkmaltyp: Gründenkmal, Sachgesamtheit: Kirche St. Rimberti           | BW   |

## Quelle
- Liste der Kulturdenkmale in Schleswig-Holstein – Kreis Nordfriesland (PDF)

- Karte mit allen Koordinaten:
- OSM |
- WikiMap